# Toshima (Tokio)

Ligging van Toshima binnen Tokio

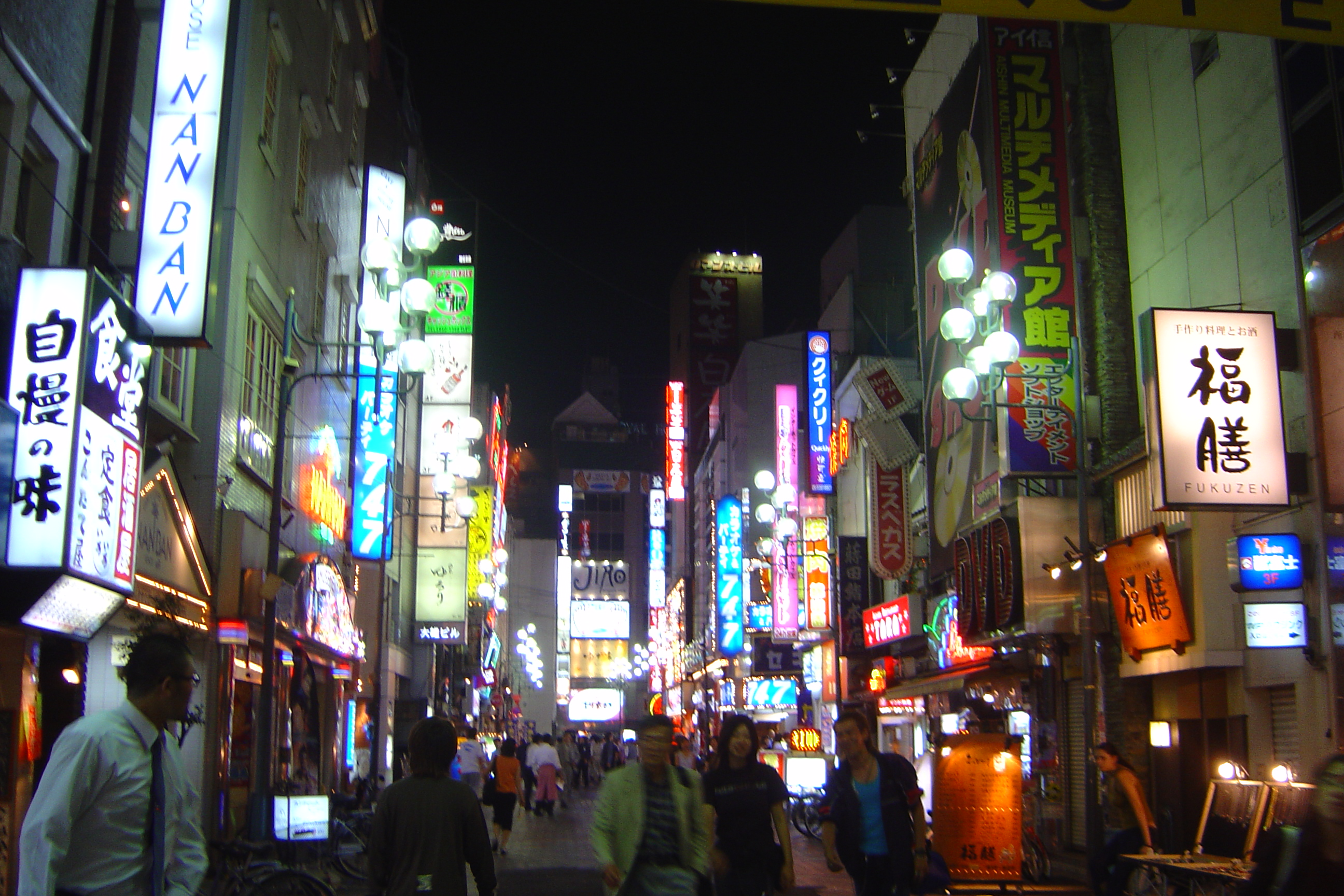
Ikebukuro 's nachts in Toshima

Toshima (Japans: 豊島区, Toshima-ku) is een van de 23 speciale wijken van Tokio. Toshima heeft het statuut van stad en noemt zich in het Engels ook Toshima City. Op 1 januari 2010 had de stad 261.907 inwoners. De bevolkingsdichtheid bedroeg 20130 inw./km². De oppervlakte van de stad is 13,01 km². Toshima wordt begrensd door Nerima, Itabashi en Kita in het noorden; en Shinjuku en Bunkyo in het zuiden.
De wijk werd opgericht op 15 maart 1947 en bereikte een inwonertal van 370.000 in 1965. Het inwonertal is echter sindsdien steeds gedaald tot 252.011 in 2005, maar blijkt sinds 2010 weer te stijgen. Overdag groeit de bevolking door forenzen; het aantal aanwezigen stijgt dan naar ongeveer 430.000.

## Geschiedenis
Toshima werd gevormd in 1932 door de samensmelting van vier dorpen (Sugamocho, Nishi-sugamocho, Takadacho en Nagasakicho) die grensden aan de stad Tokio.
Het gebied evolueerde van een agrarische wijk in de Edoperiode naar een commercieel centrum. De groei werd gevoed door het bouwen van meerdere spoorwegen in de Meiji- and Taishoperiode.
Het voormalig dorpje Somei, nu onderdeel van Toshima, is de geboorteplaats van de cultivar 'Somei-yoshino' van de kruising Prunus ×yedoensis, de populairste soort van de sakura in Japan. Deze kruising werd vermoedelijk ontwikkeld rond het eind van de Edoperiode.

## Bekende personen uit Toshima
- Ko Shibasaki, zangeres en actrice
- Megumi Yokoyama, actrice en presentatrice
- Nobuyuki Tsujii, pianist en componist